# Новорайська сільська рада
Новора́йська сільська́ ра́да — адміністративно-територіальна одиниця та орган місцевого самоврядування в Бериславському районі Херсонської області. Адміністративний центр — селище Новорайськ.

## Загальні відомості
Новорайська сільська рада утворена в 1921 році.
- Територія ради: 148,942 км²
- Населення ради: 3 198 осіб (станом на 2001 рік)

## Населені пункти
Сільській раді підпорядковані населені пункти:
- с-ще Новорайськ
- с-ще Заможне
- с. Костирка

## Склад ради
Рада складається з 20 депутатів та голови.
- Голова ради: Борисенко Олександр Миколайович
- Секретар ради: Тарасова Наталія Петрівна

### Керівний склад попередніх скликань
| Прізвище, ім'я, по батькові     | Основні відомості                                                 | Дата обрання | Дата звільнення |
| ------------------------------- | ----------------------------------------------------------------- | ------------ | --------------- |
| Борисенко Олександр Миколайович | Сільський голова, 1952 року народження, освіта вища, позапартійна | 26.03.2006   | 31.10.2010      |
| Борисенко Олександр Миколайович | Сільський голова, 1952 року народження, освіта вища, безпартійний | 31.10.2010   |                 |

Примітка: таблиця складена за даними сайту Верховної Ради України

### Депутати
За результатами місцевих виборів 2010 року депутатами ради стали:

#### За суб'єктами висування
| Суб'єкт висування | Кількість обраних депутатів | %   |
| ----------------- | --------------------------- | --- |
| Партія регіонів   | 20                          | 100 |

#### За округами
| № округу        | Прізвище, ім'я, по батькові     | Дата визнання обраним | Освіта  | Партійна приналежність | Відомості про обраного депутата                |
| --------------- | ------------------------------- | --------------------- | ------- | ---------------------- | ---------------------------------------------- |
| Партія регіонів |                                 |                       |         |                        |                                                |
| 1               | Кишинець Олександр Петрович     | 03.11.2010            | середня | позапартійний          | тимчасово не працює                            |
| 2               | Моісеєнко Людмила Віталіївна    | 03.11.2010            | вища    | позапартійна           | тимчасово не працює                            |
| 3               | Дороштко Галина Михайлівна      | 03.11.2010            | вища    | член Партії регіонів   | пенсіонер                                      |
| 4               | Мельник Оксана Вікторівна       | 03.11.2010            | середня | позапартійна           | Костирський сільський клуб, завідувач          |
| 5               | Данилова Наталія Сергіївна      | 03.11.2010            | середня | позапартійна           | Костирський сільський клуб, художній керівник  |
| 6               | Демченко Ірина Олександрівна    | 03.11.2010            | вища    | позапартійна           | ТОВ «Югтранзитсервіс-Агропродукт», обліковець  |
| 7               | Деменок Людмила Миколаївна      | 03.11.2010            | вища    | член Партії регіонів   | Новорайська сільська рада, інспектор           |
| 8               | Приходько Євген Володимирович   | 03.11.2010            | вища    | позапартійний          | ТОВ «Зоотехнологія», зоотехнік                 |
| 9               | Павловська Людмила Борисівна    | 03.11.2010            | вища    | позапартійна           | Новорайська загальноосвітня школа, директор    |
| 10              | Соловков Володимир Арсентійович | 03.11.2010            | вища    | позапартійний          | ТОВ «Югтранзитсервіс-Агропродукт», оператор    |
| 11              | Федореико Ганна Антонівна       | 03.11.2010            | вища    | позапартійна           | тимчасово не працює                            |
| 12              | Санчич Валентина Іванівна       | 03.11.2010            | вища    | позапартійна           | Новорайська сільська рада, інспектор           |
| 13              | Дмитрук Марія Афанасіївна       | 03.11.2010            | вища    | позапартійна           | пенсіонер                                      |
| 14              | Шатшіло Євгеній Анатолійович    | 03.11.2010            | вища    | позапартійний          | тимчасово не працює                            |
| 15              | Реворук Сергій Олексійович      | 03.11.2010            | вища    | позапартійний          | одноосібник                                    |
| 16              | Надточій Наталія Віталіївна     | 03.11.2010            | вища    | позапартійна           | Новорайська загальноосвітня школа, організатор |
| 17              | Тарасова Наталія Петрівна       | 03.11.2010            | вища    | позапартійна           | Новорайська сільська рада, секретар            |
| 18              | Світальський Віктор Олексійович | 03.11.2010            | середня | позапартійний          | ТОВ «Югтранзитсервіс-Агропродукт», оператор    |
| 19              | Васілік Інна Миколаївна         | 03.11.2010            | вища    | позапартійна           | тимчасово не працює                            |
| 20              | Тарасова Тетяна Миколаївна      | 03.11.2010            | вища    | член Партії регіонів   | Поштове відділення, начальник                  |